# 卡勒昆 (紐約州普查規定居民點)
卡勒昆（英語：Callicoon）是位於美國紐約州沙利文縣的普查規定居民點。

## 人口
根據2020年美國人口普查的數據，卡勒昆的面積為1.84平方千米，當中陸地面積為1.61平方千米，而水域面積為0.23平方千米。當地共有人口206人，而人口密度為每平方千米111.96人。